# Furcifer oustaleti
Tắc kè hoa khổng lồ Malagascar (danh pháp khoa học: Furcifer oustaleti) là một loài tắc kè hoa rất lớn bản địa Madagascar, nhưng cũng được nhập nội vào gần Nairobi ở Kenya (du tình trạng hiện tại của nó không rõ). Loài tắc kè hoa này hiện diện trong một loạt các môi trường sống, thậm chí trong thảm thực vật bị suy thoái trong các làng, nhưng là tương đối hiếm trong rừng nguyên sinh. Với chiều dài tối đa 68,5 cm (27 in), nó thường được coi là loài tắc kè hoa lớn nhất, mặc dù một số cho rằng loài tắc kè hoa lớn nhất là Calumma parsonii. Loài tắc kè hoa này ăn các loài động vật không xương sống như côn trùng lớn. Nó bắt con mồi bằng cái lưỡi cơ bắp dài.
Tên của chi (Furcifer) có gốc Latin furci nghĩa là "tòe ra" đề cập đến hình dáng chân của loài tắc kè hoa này. Danh pháp cụ thể của nó là một dạng Latin hóa của tên tiếng Pháp của nhà sinh học Pháp Jean-Frédéric Émile Oustalet, người miêu tả loài này lần đầu tiên.

## Them khảo
1. ↑  Jenkins, R.K.B., Andreone, F., Andriamazava, A., Anjeriniaina, M., Brady, L., Glaw, F., Griffiths, R.A., Rabibisoa, N., Rakotomalala, D., Randrianantoandro, J.C., Randrianiriana, J., Randrianizahana, H., Ratsoavina, F. & Robsomanitrandrasana, E. (2011). “Furcifer oustaleti”. Sách Đỏ IUCN các loài bị đe dọa. Phiên bản 2012.2. Liên minh Bảo tồn Thiên nhiên Quốc tế. Truy cập ngày 2 tháng 2 năm 2013.Quản lý CS1: nhiều tên: danh sách tác giả (liên kết)
2. ↑  François Le Berre & Richard D. Bartlett (2009). The Chameleon Handbook. Barron's Educational Series. tr. 4. ISBN 978-0-7641-4142-3.Quản lý CS1: sử dụng tham số tác giả (liên kết)

- Glaw, Frank (1994). A Field Guide to Amphibians and Reptiles of Madagascar 2nd edition. Vences, Miguel. Köln: M. Vences & F. Glaw Verlags GbR. ISBN 3-929449-01-3.
- Spawls, S. (2002). A Field Guide to the Reptiles of East Africa. Drewes, R.; Ashe, J. Köln: Academic Press. ISBN 0-12-656470-1.
- Tư liệu liên quan tới Furcifer oustaleti tại Wikimedia Commons

## Hình ảnh

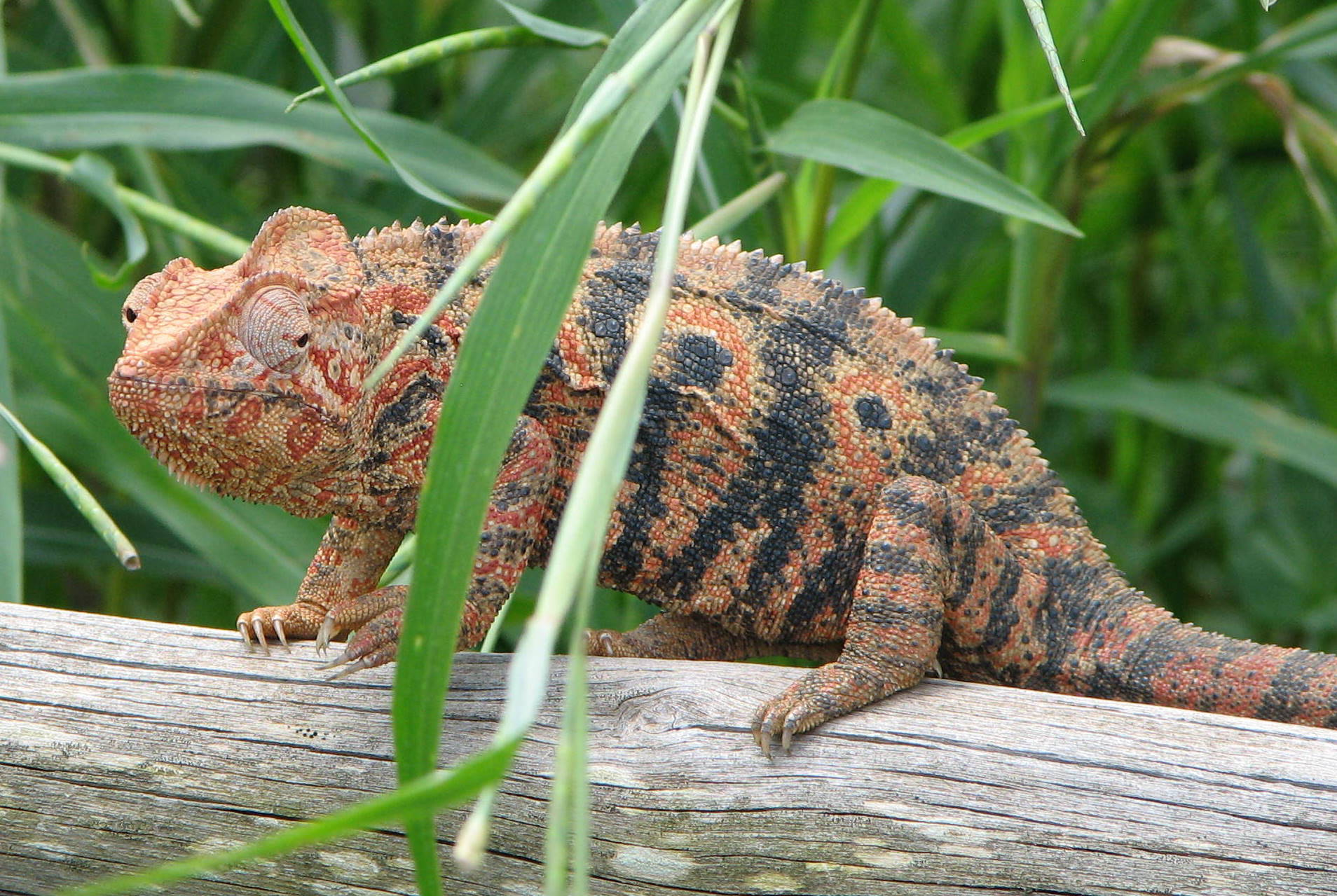
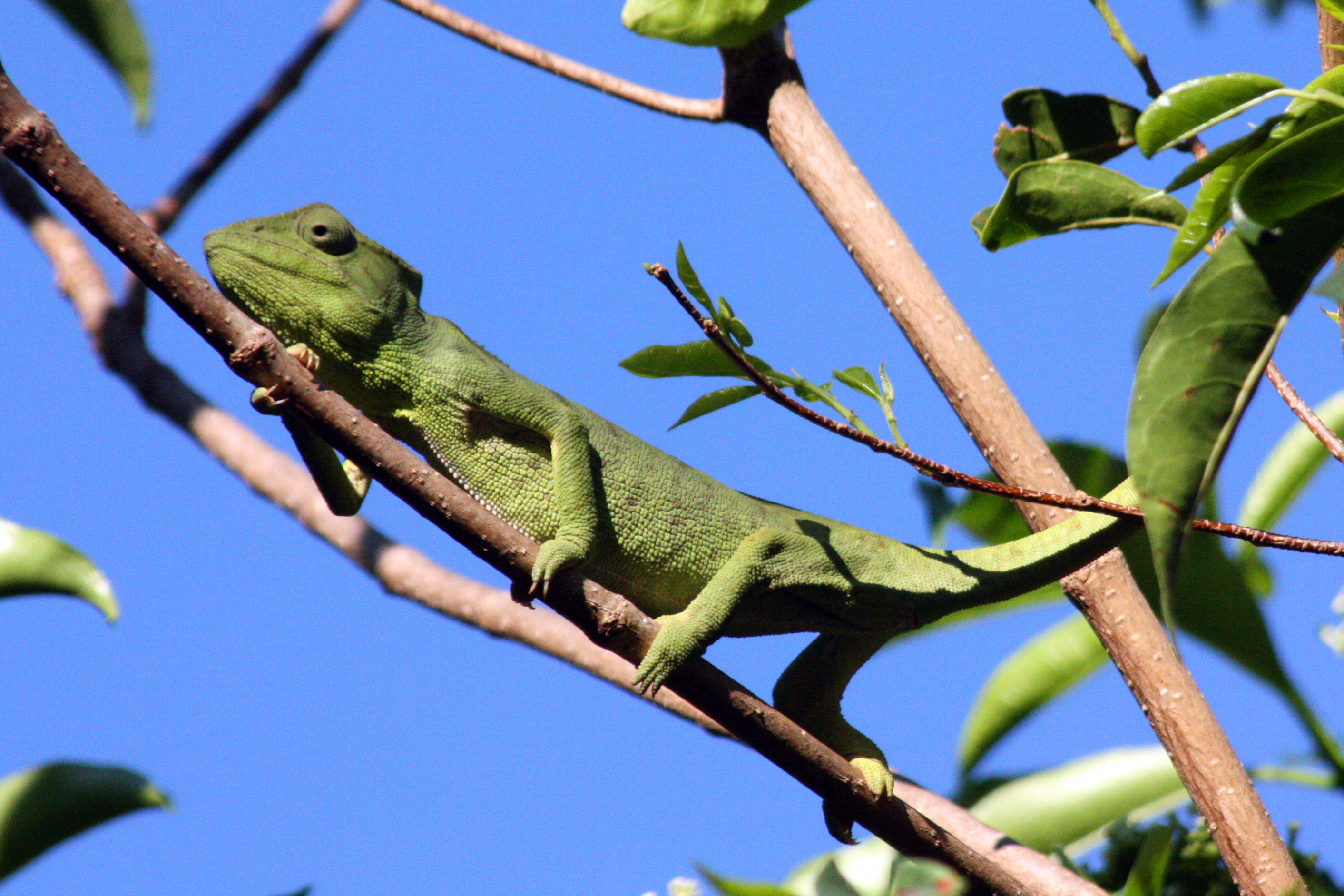
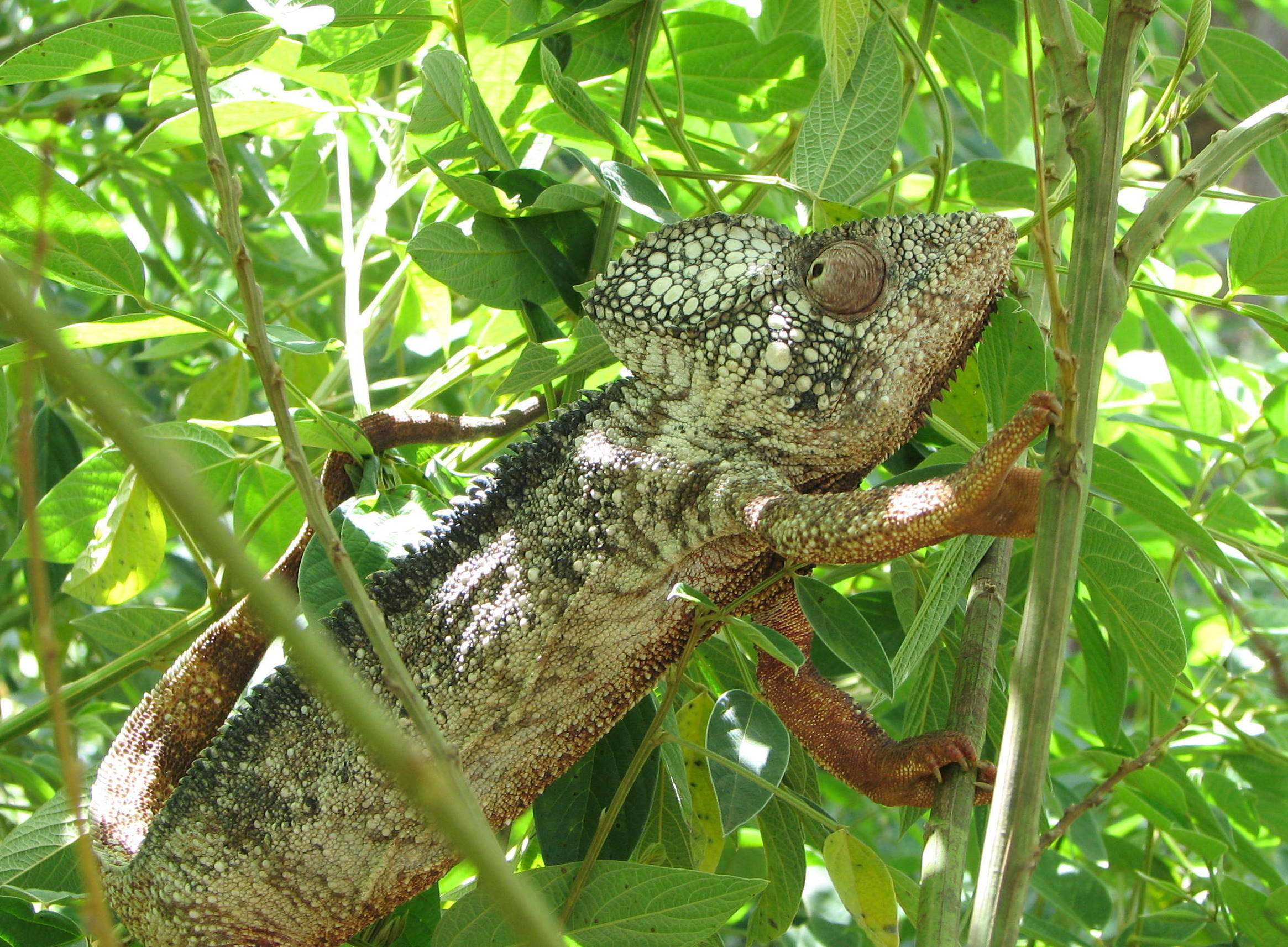
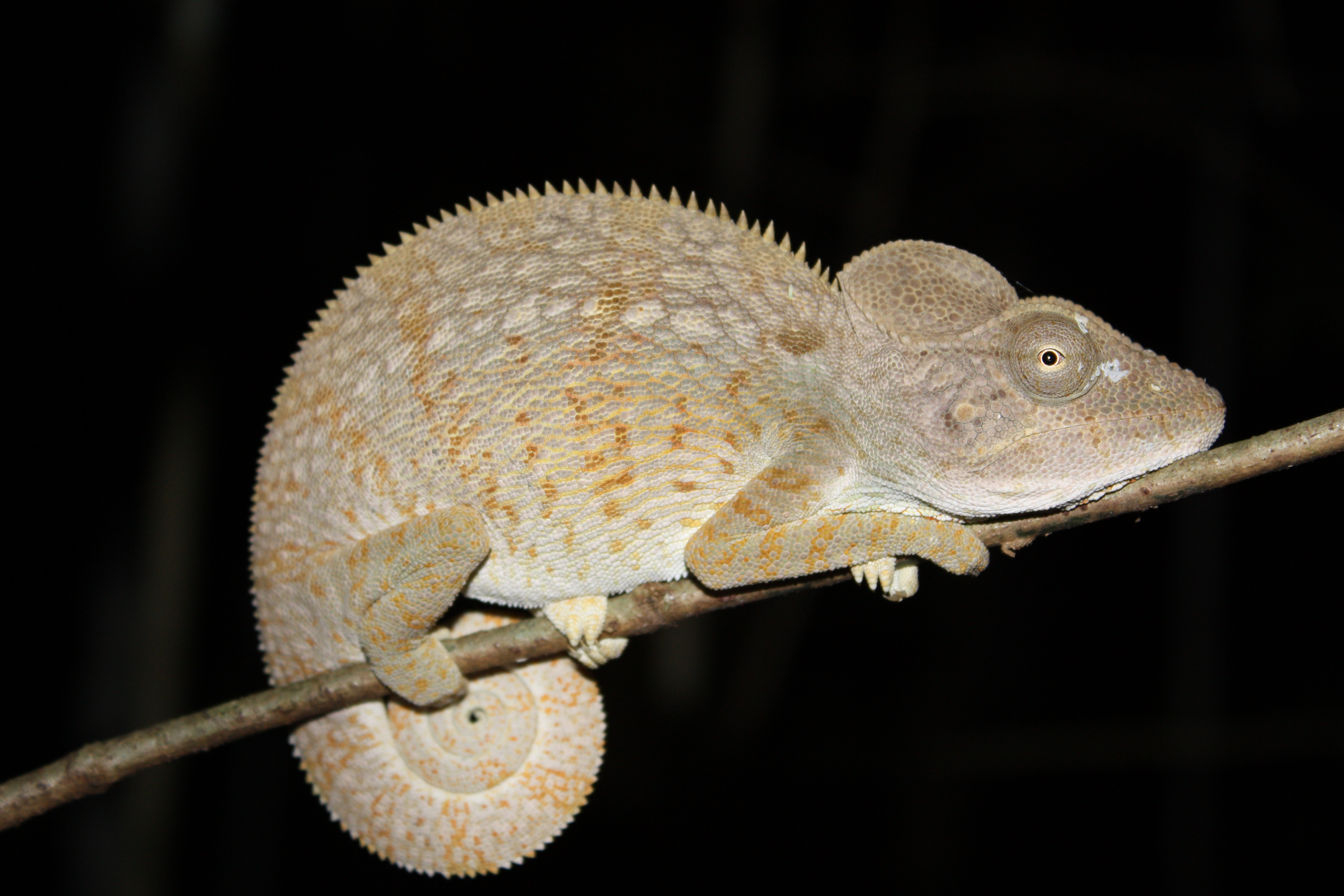